# Сильвестр (Медведев)
Сильве́стр (в миру — Симео́н Агафо́нович Медве́дев; 27 января (6 февраля) 1641, Курск, Русское царство — 11 (21) февраля 1691, Сергиев Посад, Русское царство) — русский книгохранитель и справщик Московского печатного двора, духовный писатель, придворный поэт, философ, автор нереализованного проекта утверждения университета в Москве в регентство Софьи Алексеевны, исторического сочинения «Созерцание краткое лет 7190, 91 и 92, в них же что содеяся во гражданстве». Ученик Симеона Полоцкого. Первый российский библиограф.
Участвовал в религиозных спорах 1680-х годов на стороне «латинской» партии и в политической борьбе за наследование московского престола по смерти Фёдора Алексеевича, поддерживая сторонников царевны Софьи.

## Биография
Родился и до 17 лет жил в Курске. В 1658 году переехал в Москву, поступил на службу в Приказ тайных дел. В 1665 году поступил в новооткрытую в Спасском, что за Иконным рядом, монастыре школу Симеона Полоцкого, где пробыл 3 года, изучал латинский и польский языки, риторику и пиитику, познакомился с историей, богословием, философией и сделался ревностным учеником и последователем Симеона.
В 1668 году сопровождал боярина А. Л. Ордина-Нащокина в Курляндию, а потом в Андрусово при заключении перемирия.
В 1672 году, после того, как Ордин-Нащокин попал в опалу, скрывался в Путивле, где в 1674 году в Молченском монастыре принял монашество с именем «Сильвестр»; подвизался в Богородицком (ныне Знаменском) монастыре Курска.
В 1677 году вернулся в Москву и в присутствии Симеона Полоцкого был принят новым царем Федором Алексеевичем и после долгого разговора с ним получил прощение; был назначен справщиком и книгохранителем на Московский Печатный двор; принимал большое участие в исправлении церковных книг. Вместе с Полоцким создал типографию в Кремле — так называемую «Верхнюю», то есть дворцовую типографию.
По смерти Полоцкого в 1680 году, сделался главой партии малороссийских (украинских) учёных в Москве, представителем которой был его учитель. По завету Полоцкого Сильвестр должен был стать придворным учителем для Петра I, однако Московский патриарх Иоаким, опасаясь западного влияния, настоял на других учителях для Петра. Сильвестр был назначен «строителем» (настоятелем) Спасского, что за Иконным рядом, монастыря. Должность строитель, по мнению Г. Прозоровского "по своему значению равнялась должности игумена или архимандрита того или другого монастыря: строитель — тот же настоятель известного монастыря, на обязанности которого было «братью и слуг и крестьян ведать, о всяких монастырских делах радеть неоплошно — в монастыре церковь Божию и монастырь, и на монастыре кельи и всякое церковное и монастырское строение строити, и совет с братьею единодушно и безмятежно имети». Таким образом, был ли Медведев возведен в сан игумена или архимандрита документальных свидетельств не имеется, но учитывая его должностной статус и статус обители, скорее всего, что да.
Когда в 1681 в Москву прибыл поляк Ян Белободский, Медведеву поручено было обличить Белободского в ереси: он составил по поручению Патриарха Иоакима ответ на Wyznanie Wiary Белободского.
По указу Фёдора Алексеевича от 15 (25) января 1682 года в Спасском монастыре были построены 2 келии для школы Медведева, которая, как и школа Полоцкого, отличалась латинским направлением: в ней учились «латинскому языку»; просуществовала до 1686 года. Сильвестр имел планы превратить свою школу в академию и в 1685 году представил Царевне Софье на утверждение «Привилегию на Академию»; но с появлением братьев Лихудов, которое означало победу «грекофильской» линии, поддерживаемой Патриархом Иоакимом, и открытием ими своей школы (Славяно-греко-латинской академии), прочие школы в Москве прекратили своё существование.
Как придворный стихотворец, написал «Приветство брачное» по случаю бракосочетания царя Фёдора Алексеевича и «плач» о его смерти, надгробную эпитафию своему учителю, высеченную на гробнице Полоцкого, и т. д.
Сильвестру очень хотелось быть начальником новой Академии. Но патриарх Иоаким, не терпевший Симеона, недолюбливал и его ученика. Патриарх уже отправил Прокопия Возницына в Турцию искать просветителей российского юношества между греками, более, по его мнению, надежными, чем были малоруссы и их питомцы.
В Константинополе в 1683 году патриарх Дионисий указал русскому посланцу на двух ученых греков, братьев, которые были, по убеждению патриарха, способны положить основание школьному просвещению в Московском государстве, братья назывались Лихудами. Они и начали строить большое здание для Академии в Заиконо-спасском монастыре
Медведев написал книгу под названием «Манна»; в ней доказывалось, что в таинстве евхаристии хлеб и вино претворяются в тело и кровь в момент произнесения священником слов Христа: «Приимите и ядите…» Лихуды отвечали на это сочинение опровержением, которое названо «Акось, или врачевание, противополагаемое ядовитым угрызениям змиевым». В этом сочинении, написанном с большою ученостью, Лихуды доказывали, что, по учению православной церкви, одного произнесения Христовых слов недостаточно для такого великого действия, и Св. Дары прилагаются в момент последующего затем призывания Св. Духа и произнесения слов: «Преложи я Духом Твоим Святым». После этих двух сочинений открылась жаркая полемика по поводу вышеозначенного вопроса. Медведев и его сторонники пустили в ход сочинение киевского игумена Феодосия Сафоновича: «Выклад о церкви святой», и от себя написали «Тетрадь на Иоанникия и Софрония Лихудов», а монах Евфимий. бывший ученик Славинецкого, приставший к Лихудам, разразился против Медведева ругательным сочинением под названием «Неистовное Брехание». Затем Лихуды написали «Мечец Духовный», сочинение, в котором изложили в форме диалогов свой спор, происходивший во Львове с иезуитом Руткою, о всех различиях между православною и римско-католическою церквами. Толки о времени пресуществления из монашеских келий перешли в мирские дома и даже на улицу. Люди, мало понимавшие суть богословских тонкостей, увлекались этим вопросом; торгаши, ремесленники и даже женщины стали спорить о времени пресуществления. Церкви грозил новый раскол. Патриарх Иоаким принял сторону Лихудов.
Необходимо было заставить малороссийское духовенство заявить со своей стороны голос в пользу Лихудов. Иоаким отнесся с этим к киевскому митрополиту Гедеону и к Лазарю Барановичу. Малороссийские архиереи были этим вопросом поставлены в весьма неловкое положение: в киевской коллегии давно уже учили о пресуществлении по-католически так, как писал Медведев; в «Лифосе» Петра Могилы и в «Жезле правления» Симеона Полоцкого изложено то же учение. Гедеон и Лазарь в начале уклонялись от прямого ответа, но патриарх пригрозил им собором и приговором четырёх прочих вселенских патриархов. Тогда оба архипастыря дали ответ в смысле учения, проповедуемого Лихудами.
Положение Сильвестра сделалось шатким: он был устранён от должности справщика на печатном дворе; пущена была молва, что он хотел убить патриарха; одно время его келья охранялась стрельцами на случай нападения патриарших людей.

## Участие в стрелецком бунте и опала
После прихода к фактической власти царевны Софьи в 1682 году участвовал в подделке решения о передаче ей власти при малолетних царях Иване и Петре. После отстранения Софьи от власти в августе-сентябре 1689 оказался в числе главных врагов нового режима. Замешанный в заговоре Шакловитого Сильвестр бежал из Москвы, но был схвачен в Дорогобуже и отправлен в Троице-Сергиев монастырь, где производилось следствие о заговоре Шакловитого.
На очной ставке с Сапоговым (одним из сообщников Шакловитого) Медведев заперся. Его расстригли и пытали, дали 15 ударов; он не признался в причастности к заговору. Медведев каялся, что говорил стрельцам: «Не бойтесь! Хотя царя Петра стороне и повезет, и много будет дней на десять, а то опять будет рука сильна стороны царевны». Это говорил ему Шакловитый, слыша от одного юродивого. Медведев каялся, что говорил про патриарха: «Учился мало и речей богословских не знает»; ещё Сильвестр каялся, что под портретом царевны подписывал полный титул «вседержавнейшей самодержицы», семь добродетелей и вирши.
В 1689 году по инициативе патриарха Иоакима Сильвестр был лишён иноческого звания. Расстриженного, называвшегося теперь уже Сенькою, Медведева отдали в руки духовному начальству, которое приставило к нему двоих увещателей, новоспасского архимандрита Игнатия и Софрония Лихуда; Сенька принес покаяние на церковном соборе в 1689 году в хлебопоклонной ереси — времени пресуществления, объявил свою книгу «Манну» обманною. Церковный собор определил сжечь «Манну» всенародно. Собор простил Медведева, но не допустил Медведева к причастию после его покаяния, а наложил епитимью: определил время для того, чтобы проверить, насколько искренне его покаяние и сослал его в монастырь под начал.
Патриарх Иоаким, осудивши Медведева и киевское учение о пресуществлении, велел составить от своего имени книгу, под названием «Остен». Книга эта написана Евфимием. В ней изложена вся история происходившего спора. В добавление к ней Патриарх Иерусалимский Досифей прислал собрание свидетельств, доказывающих справедливость учения Лихудов. Киевская партия потерпела жестокое поражение. Московский собор признал неправославными не только сочинения Медведева, но и писания Симеона Полоцкого, Галятовского, Радивиловского, Барановича, Транквиллиона, Петра Могилы и др. О Требнике Петра Могилы сказано, что эта книга преисполнена латинского зломудренного учения и вообще о всех сочинениях малорусских ученых замечено, «что их книги новотворенные и сами с собою не согласуются, и хотя многие из них названы сладостными именами, но все, даже и лучшие, заключают в себе душе-тлительную отраву латинского зломудрия и новшества». В Москве утвердилось было мнение, что приходящие из Малороссии и Белоруссии ученые заражены латинскою ересью, что, путешествуя за границею и довершая там своё образование, они усваивают иноземные понятия и обычаи, что не следует слушать их и ездить к ним учиться.
После долгого укрывательства схвачен был один из главных сообщников Шакловитого, Стрижов, который показал на Медведева, что тот имел связь с каким-то поляком Силиным, занимавшимся чародейством и вызванным в Москву лечить глаза царю Ивану Алексеевичу. Силин долго жил у Медведева, и тот говорил ему, что Софья хочет выйти замуж за Голицына, а Медведева возвести на патриаршество вместо Иоакима.
Медведев более года содержался под стражей в Троице-Сергиевой Лавре, где подвергался страшным пыткам и истязаниям.
11 (21) февраля 1691 года Медведев был казнен отсечением головы.

## Участие в богословских спорах; сочинения
В 1680-х годах в Москве возник богословский спор о времени пресуществления (преложения) святых Даров. В более широком смысле, спор также касался вопроса о том, основывается ли вера на Предании (православная церковь) или на ratio («латинство»). Спор принял особую остроту по приезде в Москву Лихудов.
Сильвестр вслед за Полоцким защищал распространённое тогда в Малороссии латинское мнение о том, что пресуществление святых Даров бывает при произнесении тайносовершителем так называемых «тайноустановительных слов» Иисуса Христа: «приимите, ядите» и «пийте от нея вси»; противники Сильвестра, Лихуды и инок Евфимий, на стороне которых стоял и Патриарх Иоаким, утверждали, что Дары пресуществляются лишь по молитве к Богу Отцу о ниспослании святого Духа силой заслуг Иисуса Христа, то есть во время эпиклезы.
Сильвестр написал Книгу глаголемую хлеб животный, на которую Евфимий ответил сочинением: «От святых отец на защищение восточныя Церкви тетради». В ответ на это сочинение Сильвестр в 1687 году написал — как он говорит, по указу царицы Софьи Алексеевны, — «Книгу о манне хлеба животного», в которой прежний спокойный тон речи превратился в раздражительный, полемический; вслед затем он написал «праведный ответ» на «тетради» Лихудов и также против Лихудов опровержение: «Известие истинное православным и показание светлое о новоправлении книжном и о прочем» (1688), важное для истории исправления книг при Никоне.
Сильвестр — автор первой исторической (отличной от летописи) книги в Москве — Созерцание краткое лет 7190, 91 и 92, в них же что содеяся в гражданстве о событиях стрелецкого бунта 1682 года.

## Изданные сочинения
- Оглавление книг, кто их сложил / составил Сильвестр Медведев, издал В. Ундольский. — М., 1846. — 91 с.
- Известие истинное православным и показание светлое о новонаправлении книжном и о прочем / Сильвестр Медведев; предисл. Сергей Белокуров. — М. : О-во истории и древностей российских, 1886. — 87 с.
- Созерцание краткое лет 7190, 91 и 92 в них же что содеяся во гражданстве/ Сильвестр Медведев; предисл. Александр Прозоровский. — М., 1894. — 197 с.
  - Созерцание краткое лет 7190, 91 и 92, в них же что содеяся во гражданстве. // Россия при царевне Софье и Петре I: Записки русских людей. — М.: Современник, 1990. — С. 45—200.
- Сильвестр Медведев, отец славяно-русской библиографии. Письма Сильвестра Медведева / Сильвестр Медведев; сообщение С. Н. Браиловский. — СПб., 1901. — 65 с.